# FoX Linux
FoX Linux er en italiensk Linux Distribution, som er baseret på Fedora Linux.
Denne distrubution er designet for nyere brugere og har en Aqua-lignende KDE-brugerfalde.
Den første stabile version, version 1.0 blev udgivet i December 2007, version 2.0 er dog på vej.